# Берёзовский сельсовет (Маслянинский район)
Берёзовский сельсове́т — сельское поселение в Маслянинском районе Новосибирской области Российской Федерации.
Административный центр — село Березово.

## История
Статус и границы сельского поселения установлены Законом Новосибирской области от 2 июня 2004 года № 200-ОЗ «О статусе и границах муниципальных образований Новосибирской области»

## Население
| 2002 | 2010 | 2012 | 2013 | 2014 | 2015 | 2016 |
| ---- | ---- | ---- | ---- | ---- | ---- | ---- |
| 725  | ↘566 | ↘544 | ↗560 | ↘531 | ↘524 | ↘519 |
| 2017 | 2018 | 2019 | 2020 | 2021 |      |      |
| ↘504 | ↘484 | ↗486 | ↘479 | →479 |      |      |

## Состав сельского поселения
| № | Населённый пункт | Тип населённого пункта       | Население |
| - | ---------------- | ---------------------------- | --------- |
| 1 | Берёзово         | село, административный центр | ↘502      |
| 2 | Кинтереп         | деревня                      | ↘64       |